# بيتر جاكسون (ملاكم)
بيتر جاكسون (بالإنجليزية: Peter Jackson)‏ مواليد 3 يوليو 1861 - الوفاة 13 يوليو 1901، كان ملاكم أسترالي سابق صنّف ضمن فئة الوزن الثقيل. في 1989 خسر أمام بطل العالم السابق جيمس جيفريز.

## إحصائيات
خاض خلال مسيرته 100 نزالا، فاز في 51 وتعادل في 13 وخسر في 5. فاز بالضربة القاضية في 30 نزالا.

## روابط خارجية
- بيتر جاكسون على موقع بوكس ريك (الإنجليزية) (registration required)